# 2-я Брестская улица
Втора́я Бре́стская у́лица — улица в центре Москвы в Пресненском и Тверском районах между Большой Садовой улицей и Тверской Заставой.

## Происхождение названия
В XIX в. улица носила названия Задняя Ямская и 3-я Тверская-Ямская по находившейся здесь Тверской ямской слободе. На протяжении XIX в. (до 1890-го г.) на картах Москвы использовалось оба названия:
1843 – Задняя Ямская улица .
1848 – Задняя Ямская улица .
1852 – Третья Тверская-Ямская улица .
1853 – Задняя Ямская улица .
1855 – Задняя Ямская улица .
1860 – Задняя Ямская улица .
1871 – 3-я Тверская-Ямская улица .
1872 – Задняя Ямская улица .
1878 – Задняя Ямская улица .
1878 – 3-я Тверская-Ямская улица.
1879 – 3-я Тверская-Ямская улица – .
1882 – Задняя Ямская улица.
1884 – 3-я Тверская-Ямская улица.
1885 – Задняя Ямская улица.
1888 – 3-я Тверская-Ямская улица.
С 1890-го г. улица получила название Ильинской, по приделу Ильи Пророка в ц. св. Василия Кесарийского:
1890 – Ильинская улица.
1900 – Ильинская улица.
1911 – Ильинская улица.
С 1912-го г. улица получила современное название, 2-я Брестская, т. к. вела к Брестскому вокзалу:
1912 – 2-я Брестская.
Первоначально улица шла от Нового Чухинского переулка, в 1870-е в сторону Садового кольца образовался тупик, называвшийся сначала Новый Чухинский, затем Ильинский, затем Брестский, и лишь после постройки гостиницы «Пекин» в 1955 улица, включив в себя бывший тупик, соединилась с Большой Садовой..

## Описание
2-я Брестская улица начинается от Садового кольца на Большой Садовой, проходит на северо-запад параллельно 1-й Брестской, пересекает улицы Гашека, Юлиуса Фучика, Васильевскую и Большую Грузинскую улицы и выходит на площадь Тверская Застава у Белорусского вокзала.

## Примечательные здания и сооружения

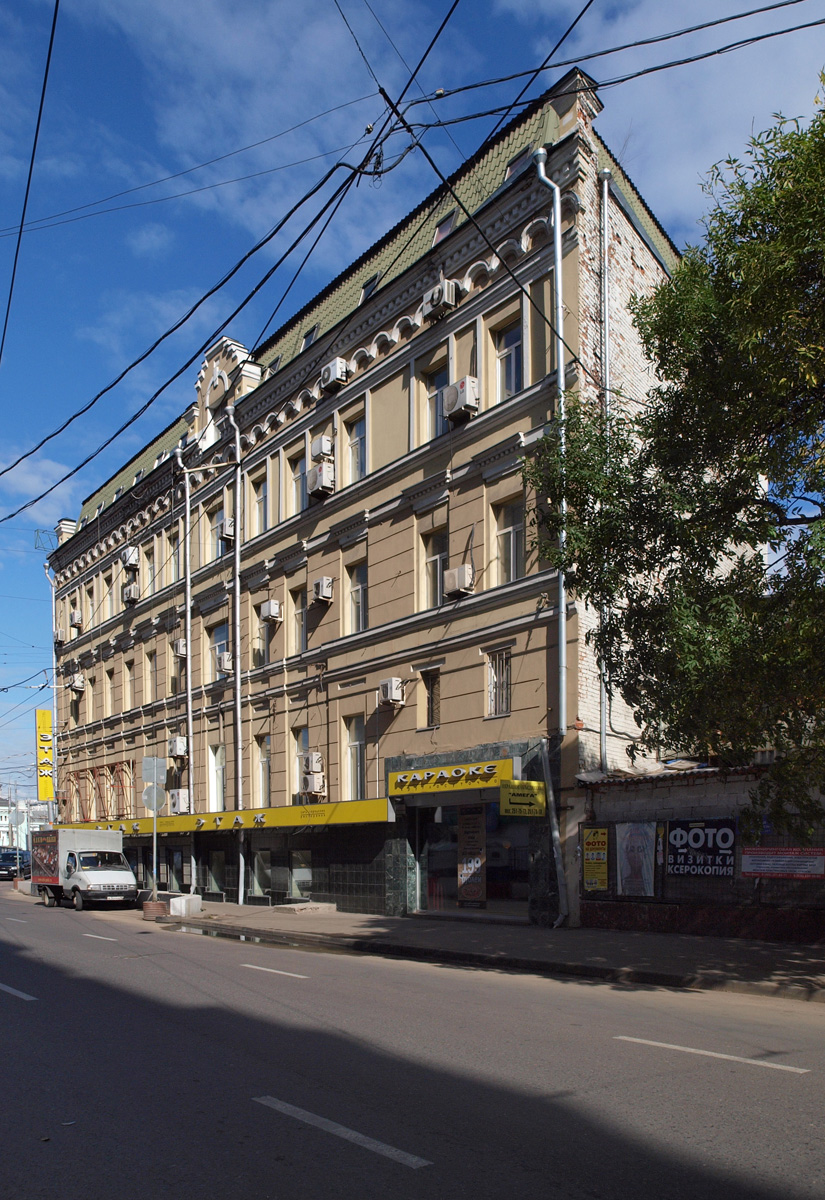
Дом № 52 на углу 2-й Брестской и площади Тверская Застава.

### По нечётной стороне
- № 5 — «Моспроект-2» имени М. В. Посохина, журнал «Архитектурный вестник».
- № 19/18, стр. 1,  памятник архитектуры (региональный) — доходный дом купца Василия Быкова (1909, архитектор Л. Н. Кекушев) — памятник архитектуры московского модерна.

Пользователь здания — Институт автоматизации проектирования РАН, — заключил договор с инвестором — ООО «Финансист» — на реконструкцию, в результате которой от дома остались бы только фасадные стены. В 2008 году, по обращению активистов сайта «Москва, которой нет», дом Быкова получил статус выявленного объекта культурного наследия. В сентябре 2009 г. правительство Москвы отменило разрешение на разработку предпроектной документации на реконструкцию дома, через неделю, 16 сентября 2009 года, в доме случился пожар, к счастью не нанесший непоправимого ущерба. 11 октября 2009 года активисты движения «Архнадзор» зафиксировали состояние отдельных элементов в горевшей и негоревшей частях здания. 22 декабря Межведомственная комиссия под руководством Владимира Ресина рекомендовала лишить дом Быкова статуса выявленного объекта культурного наследия., тем не менее, 17 апреля 2012 года, в канун празднования Дня исторического и культурного наследия, по результатам заседания Правительства Москвы доходный дом купца В. Е. Быкова получил официальный статус памятника истории и культуры. По заявлению представителей Москомнаследия, шедевр Льва Кекушева планируется полностью восстановить. К лету 2020 года завершена масштабная реставрация фасадов здания, начатая в 2013 году, которая вернула дому его исторический облик.
- № 27 — Словацкий культурный центр.
- № 29А — школьное здание (1933—1935, архитектор Д. Ф. Фридман)[25], ныне — Моспроект-4 МНИИП.
- № 31 — «Крокус-Банк».
- № 37 — жилой дом. Здесь жил актёр Эдуард Марцевич[26].
- № 45 — Московская железная дорога, Московско-Смоленское отделение.

### По чётной стороне
- № 2/14 — Научно-исследовательский и проектный институт Генерального плана г. Москвы (НИПИ Генплана г. Москвы).
- № 6 — архитектурно-строительный центр «Дом на Брестской»; Мосархинформ; Постоянная выставка по градостроительству г. Москвы; отделение Международной академии архитектуры в Москве.
- № 8 — Московская государственная экспертиза Комитета города Москвы по ценовой политике в строительстве и государственной экспертизе проектов (Мосгосэкспертиза).
- № 34 — административное здание (2005—2007, архитектор П. Ю. Андреев).